# Верхній Бісер (Калінінградська область)
Верхній Бісер (рос. Верхний Бисер) — селище Славського району, Калінінградської області Росії. Входить до складу Тимірязевського сільського поселення.
Населення —  180 осіб (2015 рік). 

## Населення
| 2002 | 2010 |
| ---- | ---- |
| 159  | ↗180 |